# Rajd ELPA 1997
Rajd Elpa 1997 (22. Elpa Rally Halkidiki) – 22. edycja rajdu samochodowego Rajd Elpa rozgrywanego w Grecji. Rozgrywany był od 30 do 31 sierpnia  1997 roku. Była to trzydziesta ósma runda Rajdowych Mistrzostw Europy w roku 1997 (rajd miał najwyższy współczynnik - 20) oraz czwarta runda Rajdowych Mistrzostw Grecji. Składał się z 20 odcinków specjalnych.

## Klasyfikacja rajdu
| Miejsce                      | Kierowca                     | Pilot                        | Samochód                     | Czas                         | Strata                       |                              |
| Klasyfikacja generalna i ERC | Klasyfikacja generalna i ERC | Klasyfikacja generalna i ERC | Klasyfikacja generalna i ERC | Klasyfikacja generalna i ERC | Klasyfikacja generalna i ERC | Klasyfikacja generalna i ERC |
| ---------------------------- | ---------------------------- | ---------------------------- | ---------------------------- | ---------------------------- | ---------------------------- | ---------------------------- |
| 1.                           | Krzysztof Hołowczyc          | Maciej Wisławski             | Subaru Impreza 555           | 3:28:11                      | 0.0                          |                              |
| 2.                           | Sergey Baldykov              | Anton Zinovyev               | Ford Escort RS Cosworth      | 3:33:49                      | +5:38                        |                              |
| 3.                           | Sergey Uspenskiy             | Alexey Shchukin              | Subaru Impreza 555           | 3:36:53                      | +8:42                        |                              |
| 4.                           | Gianmarino Zenere            | Sauro Farnocchia             | Subaru Impreza 555           | 3:38:17                      | +10:06                       |                              |
| 5.                           | Vanio Pasquali               | Stefano Mantica              | Ford Escort RS Cosworth      | 3:39:15                      | +11:04                       |                              |
| 6.                           | Nejat Avci                   | Levent Gür                   | Renault 19 16S               | 3:49:44                      | +21:33                       |                              |
| 7.                           | Sotiris Hatzitsopanis        | Christos Nanos               | Ford Escort RS Cosworth      | 3:50:01                      | +21:50                       |                              |
| 8.                           | Takis Dimitrakopoulos        | Konstantinos Stefanis        | Renault Clio Williams        | 3:50:15                      | +22:04                       |                              |
| 9.                           | Alexandros Maniatopoulos     | Maria Pavli-Korre            | Renault Mégane Maxi          | 3:54:25                      | +26:14                       |                              |
| 10.                          | Grigoris Nioras              | Anastasios Goussetis         | Renault Clio 16S             | 3:54:58                      | +26:47                       |                              |
| Mistrzostwa Grecji           |                              |                              |                              |                              |                              |                              |
| 1.                           | Sotiris Hatzitsopanis        | Christos Nanos               | Ford Escort RS Cosworth      | 3:50:01                      | 0.00                         |                              |
| 2.                           | Takis Dimitrakopoulos        | Konstantinos Stefanis        | Renault Clio Williams        | 3:50:15                      | +14                          |                              |
| 3.                           | Alexandros Maniatopoulos     | Maria Pavli-Korre            | Renault Mégane Maxi          | 3:54:25                      | +4:24                        |                              |
| 4.                           | Grigoris Nioras              | Anastasios Goussetis         | Renault Clio 16S             | 3:54:58                      | +4:57                        |                              |